# Draagaltaar van Stavelot
Het draagaltaar van Stavelot is een draagbaar altaar dat werd bewaard in de schatkamer van de Abdij van Stavelot. Het altaar werd rond 1160-1170 vervaardigd in een Maaslands atelier wordt toegeschreven aan Godfried van Hoei. Het wordt beschouwd als een meesterwerk van middeleeuwse emailkunst en wordt bewaard in het Museum voor Kunst en Geschiedenis in Brussel.

## Beschrijving
Het altaar heeft een lengte van 27,5 cm, een breedte van 17 cm en een hoogte van 10 cm. Het gaat om een houten kist die is bedekt met koperen platen, die werden verguld, gedreven en geëmailleerd. Aan de bovenzijde is centraal een bergkristal aangebracht waaronder een perkament als reliek rust. Op het perkament is het drievoudig Sanctus van de miscanon geschreven. Rond het kristal zijn voorstellingen van de Passie en thema's uit het Oud Testament aangebracht. Al deze voorstellingen houden verband met het lijden van Christus en het misoffer. Op de zijwanden zijn twaalf voorstellingen aangebracht met de marteldood van de apostelen. Op de vier hoeken, bovenop de poten van het altaar en verbonden met de bodemplaat, zijn in brons gegoten afbeeldingen van de vier schrijvende evangelisten.

## Functie
Draagbare altaren waren populair in de 12e en 13e eeuw en werden onder andere gemaakt voor reizen naar het Heilig Land, om onderweg misvieringen te kunnen houden. Het werd dan bedekt met een linnendoek.